# Wydma podłużna

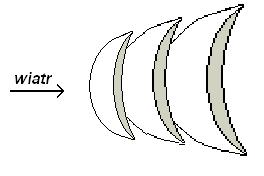
Wydma podłużna

Wydma podłużna – wydma w postaci długiego (do setek kilometrów) wału o przebiegu równoległym do kierunku dominujących wiatrów.
Powstaje przez połączenie się barchanów. Barchany są ułożone jeden za drugim.
Jej umiejscowienie jest stałe, a piasek jest przesypywany na przemian z jednej strony na drugą. Wydmy podłużne tworzą regularne grzbiety równoległe do siebie i są oddzielone obniżeniami wolnymi od piasku; osiągają do 100 metrów wysokości.